# 沃德 (阿肯色州)
沃德（英語：Ward）是一個位於美國阿肯色州洛諾克縣的城市。

## 地理
沃德的座標為35°01′12″N 91°57′18″W / 35.02000°N 91.95500°W，而該地的平均海拔高度為74米（即243英尺）。

## 人口
根據2020年美國人口普查的數據，沃德的面積為11.15平方千米，皆為陸地。當地共有人口6052人，而人口密度為每平方千米542人。